# Boromys offella
Boromys offella är en utdöd däggdjursart som beskrevs av Miller 1916. Boromys offella ingår i släktet Boromys och familjen lansråttor. IUCN kategoriserar arten globalt som utdöd. Inga underarter finns listade.
Denna gnagare levde på Kuba. Det antas att den dog ut efter européernas ankomst på ön.